# Хетланн, Тур Арне
Тур А́рне Хе́тланн (норв. Tor Arne Hetland; род. 12 января 1974, Ставангер, Ругаланн) — норвежский лыжник. Олимпийский чемпион, трёхкратный чемпион мира.

## Спортивная карьера
Спортивная карьера Хетланна началась в 1990 году, однако первую кубковую гонку он пробежал только в 1996—1997. По результатам этого сезона он стал 11-м в зачёте гонок на длинные дистанции, 46-м в зачёте спринтерских гонок и 30-м в общем зачёте. В следующем году он лишь ухудшил свои позиции, став всего лишь 62-м в генеральной классификации. Последующие три сезона он улучшал свои результаты, финишировав в 2000—2001 на 12-м месте в итоговой таблице.

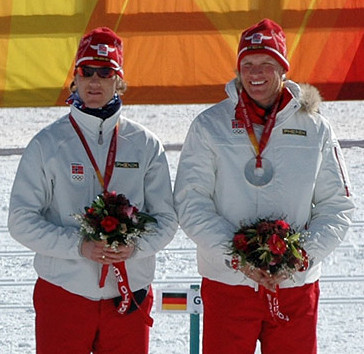
Свартедаль и Хетланн, серебряные призёры Турина

На Олимпийских играх в Солт-Лейк-Сити завоевал «золото» в индивидуальном спринте.
По итогам сезона 2004—2005 занял третью строчку итогового рейтинга, и первую — в зачёте спринтерских гонок. В 2005—2006 стал третьим как в спринтерском, так и в общем зачёте. Олимпийские игры 2006 года принесли ему серебряную медаль в командном спринте. Сезон 2008—2009 закончил на 19-й позиции в общем зачёте, в рейтинге спринтеров став третьим.
После сезона 2008—2009 объявил о завершении спортивной карьеры.
Всего за время выступлений провёл 151 гонок в рамках мирового Кубка, отметившись 11 победами.

## Кубки мира
- 2008/09 — 19-е место (373 очка)
- 2007/08 — 6-е место (656 очков)
- 2006/07 — 4-е место (522 очка)
- 2005/06 — 3-е место (570 очков)
- 2004/05 — 3-е место (512 очков)
- 2003/04 — 14-е место (372 очка)
- 2002/03 — 9-е место (340 очков)
- 2001/02 — 13-е место (258 очков)
- 2000/01 — 12-е место (330 очков)
- 1999/00 — 18-е место (268 очков)
- 1998/99 — 23-е место (170 очков)
- 1997/98 — 17-е место (62 очка)
- 1996/97 — 98-е место (30 очков)